# Stylidium ornatum
Stylidium ornatum este o specie de plante dicotiledonate din genul Stylidium, familia Stylidiaceae, ordinul Asterales, descrisă de Stanley Thatcher Blake. Conform Catalogue of Life specia Stylidium ornatum nu are subspecii cunoscute.